# Al-Amirijja (Idlib)
Al-Amirijja – miejscowość w Syrii, w muhafazie Idlib, w dystrykcie Ma’arrat an-Numan. Wg spisu z 2004 roku liczyła 1027 mieszkańców.